# Космос-1817
Космос-1817 је један од преко 2400 совјетских вјештачких сателита лансираних у оквиру програма Космос.
Космос-1817 је лансиран са космодрома Тјуратам, Бајконур, СССР, 30. јануара 1987. Ракета-носач Протон је поставила сателит у орбиту око планете Земље. 